# Länder – Menschen – Abenteuer
Länder – Menschen – Abenteuer ist eine Dokumentationsreihe von SWR Fernsehen, WDR Fernsehen und NDR Fernsehen. Seit 1976 werden 45-minütige Dokumentationen über fremde Länder sowie die Menschen die dort leben gezeigt. Dem Zuschauer wird ein Einblick in fremde Kulturen gewährt. Pro Jahr etwa 12 bis 15 neue Folgen produziert. Weitere Ausstrahlungen laufen bei ARD alpha, Arte, BR, HR, MDR, NDR, One, Phoenix, RBB, SR, SWR, ServusTV (Deutschland), WDR, 3sat. Weitere Ausstrahlungen liefen bei EinsPlus, Tagesschau24, Planet, ServusTV (Österreich), ORF 2, ORF 3, QLAR. Am 25. Dezember 2000 wurde anlässlich des 25-jährigen Jubiläum der Serie ein über 8-stündiges Special ausgestrahlt.